# Sainte-Irène
Sainte-Irène es un municipio parroquial canadiense situado en la provincia de Quebec.

## Superficie
Sainte-Irène tiene una superficie de 135,09 km².

## Demografía
En 2021, tenía 369 habitantes, una densidad poblacional de 2,7 hab./km², y 246 viviendas.